# Fernando Mendoza
Fernando Alexis Mendoza Small (ur. 20 lipca 1986) – panamski zapaśnik walczący w stylu wolnym. Zajął siódme miejsce na mistrzostwach panamerykańskich w 2007 i 2012. Mistrz igrzysk Ameryki Środkowej w 2006 i 2013. Wicemistrz Ameryki Południowej w 2012 roku.